# Serin de Salvadori
Crithagra xantholaema
Espèce
Statut de conservation UICN

 VU  : Vulnérable
Le Serin de Salvadori (Crithagra xantholaema) est une espèce d'oiseaux appartenant à la famille des Fringillidae.